# Wanda, la peccatrice
Wanda, la peccatrice è un film del 1952 diretto da Duilio Coletti.

## Trama
Stefano, un ufficiale di marina da tempo non operante sulle navi in seguito a un allontanamento e quindi distaccato a un Ministero, viene avvertito che sua moglie Elena trasmette di nascosto a potenze straniere disegni militari e progetti che lui custodiva. La moglie viene avvertita da un complice e si prepara a partire: saluta tra le lacrime il figlio e inizia a preparare le valigie.
Ma l'ufficiale rientra di corsa: la donna si chiude dentro la camera e si spara due colpi di pistola, uccidendosi. Per non subire dolorosi contraccolpi, al piccolo bambino non viene rivelata la verità sulla sorte della madre e il padre, costretto a restarsene in silenzio per non dover rivelare i suoi intimi segreti, non può rivelare le vere cause del suicidio; viene accusato di uxoricidio ma, attraverso l'abilità oratoria del suo avvocato, al processo che ne segue viene assolto per insufficienza di prove. Ma questa assoluzione, invece di giovargli lo sfavorisce: i parenti gli si rivoltano contro impedendogli di vedere il figlioletto, e il Ministero della Marina gli impone le dimissioni. Chiusa ogni possibilità di lavoro in Italia, si reca in Sudafrica, ma lì scoppia la guerra e viene chiuso in un campo di concentramento. Stanco, emaciato e con gli abiti lisi, rientra in Italia senza un soldo e con una malattia in stato di avanzamento. Il figlio, ormai cresciuto, è stato in precedenza sobillato dalla nonna e vede in lui il responsabile della morte della madre.
Una sera incontra una prostituta, Wanda, che gli presta del denaro: l'ufficiale, ormai al limite della disperazione, tenta la fortuna al gioco e la sorte pende dalla sua parte: vince una forte somma e, approdato nel campo affaristico, effettua i giusti investimenti diventando molto ricco, tanto da convincere Wanda a convivere con lui. La decisione della donna indispettisce però Marco, il suo precedente amante, che più volte tenta di convincerla che quella relazione non può avere un futuro. L'ufficiale e Wanda passano così ancora diverso tempo in questa situazione, fino a quando la malattia e la morte di Nadina, una vecchia amica di Wanda, unita alla ricomparsa del figlio in procinto di intraprendere la carriera paterna per la quale ci vuole il benestare della firma del genitore - non sblocca tutto. Il padre saluta in lacrime il figlio novizio marinaio a bordo della nave, ormai riconciliato, mentre Wanda, per non essere d'intralcio alla carriera, è costretta a lasciare quella convivenza.

## Produzione
Il film, ascrivibile al filone dei melodrammi sentimentali strappalacrime (in seguito indicato dalla critica con il termine neorealismo d'appendice), molto in voga in quel periodo tra il pubblico italiano, venne realizzato negli studi del Centro sperimentale di cinematografia di Roma.
Iscritto al Pubblico registro cinematografico della SIAE con il n. 1.108, subì alcune vicissitudini censorie; presentato infatti alla Commissione di Revisione Cinematografica, presieduta da Giulio Andreotti, il 18 aprile 1952, ottenne il visto censura n. 11.876 del 29 aprile 1952, con una lunghezza della pellicola dichiarata di 2.622 metri e accertata di 2.400 metri; anche accorciato di circa 200 metri, il film venne vietato ai minori di 16 anni.
Soltanto nel 2003 il divieto, nel frattempo passato ai minori di 14 anni, cadrà e con il visto n. 96.969 del 12 marzo 2003, emesso per i passaggi televisivi, il film venne dichiarato visibile per tutti. Da allora è stato trasmesso in televisione diverse volte.

## Distribuzione
Il film venne distribuito nel circuito cinematografico italiano il 17 agosto del 1952.
Venne proiettato anche in Francia, paese co-produttore, con il titolo Wanda la pecheresse il 10 ottobre 1952, mentre in Germania Ovest venne presentato il 12 dicembre 1952 con il titolo Es begann auf der Strasse..

## Accoglienza
Il film incassò 246.175.000 lire dell'epoca.

## Altri tecnici
- Assistente scenografo: Mario Campagna
- Arredatore: Antonio Leonardi
- Operatore: Antonio Bellisario
- Aiuto regista: David Carbonari
- Direttore di produzione: Evaristo Signorini e Mario Bisi
- Segretaria di edizione: Lucia Samuiloff
- Fonico: Pietro Seriffo
- Tecnico sviluppo e stampa: Vincenzo Genesi per la Tecnostampa